# Меандр (математика)
Меандр или замкнутый меандр — это замкнутая кривая без самопересечений, которая пересекает прямую несколько раз. Интуитивно, меандр можно рассматривать как дорогу, пересекающую реку мостами в нескольких местах.

## Меандр
Если задана ориентированная прямая L на плоскости R2, меандр порядка n — это замкнутая кривая без самопересечений на R2, которая поперечно пересекает прямую в 2n точках для некоторого положительного n. Прямая и кривая вместе образуют меандровую систему. Говорят, что два меандра эквивалентны, если существует гомеоморфизм всей плоскости, которая переводит L в себя, а один меандр в другой.

### Пример
Меандр порядка 1 пересекает прямую дважды:

### Меандровые числа
Число различных меандров порядка n называется меандровым числом Mn. Первые пятнадцать меандровых чисел (последовательность A005315 в OEIS).
M1 = 1
M2 = 2
M3 = 8
M4 = 42
M5 = 262
M6 = 1828
M7 = 13820
M8 = 110954
M9 = 933458
M10 = 8152860
M11 = 73424650
M12 = 678390116
M13 = 6405031050
M14 = 61606881612
M15 = 602188541928

### Меандровые перестановки

Меандровая перестановка
(1 8 5 4 3 6 7 2)

Меандровая перестановка порядка n задаётся на множестве {1, 2, …, 2n} и определяется меандровой системой следующим образом:
- Для прямой, ориентированной слева направо, каждое пересечение меандра последовательно помечаются целыми числами, начиная с 1.
- Кривая с точки пересечения, помеченной 1, ориентируется вверх.
- Циклическая перестановка без фиксированных точек получается проходом ориентированной кривой через помеченные точки.

На диаграмме справа меандрическая перестановка порядка 4 задаётся перестановкой (1 8 5 4 3 6 7 2). Это перестановка, записанная в циклической нотации, её не следует путать с линейной нотацией.
Если π является меандровой перестановкой, то π2 состоит из двух циклов, одна содержит все чётные элементы, другая — все нечётные. Перестановки с такими свойствами называется чередующимися перестановками (не путать с чередующимися в смысле возрастания-убывания). Однако не все чередующиеся перестановки являются меандровыми, поскольку кривые для некоторых перестановок нельзя нарисовать без самопересечений. Например, чередующаяся перестановка порядка 3 (1 4 3 6 5 2) меандровой не является.

## Открытый меандр
Если задана фиксированная ориентированная прямая L на плоскости R2, открытый меандр порядка n — это ориентированная кривая без самопересечений на R2, которая пересекает прямую в n точках для некоторого положительного целого числа n. Говорят, что два открытых меандра эквивалентны, если они гомеоморфны на плоскости.

### Примеры
Открытый меандр порядка 1 пересекает прямую один раз:
Открытый меандр порядка 2 пересекает прямую дважды:

### Открытые меандровы числа
Число различных открытых меандров порядка n называется открытым меандровым числом mn. Первые пятнадцать открытых меандровых чисел (последовательность A005316 в OEIS).
m1 = 1
m2 = 1
m3 = 2
m4 = 3
m5 = 8
m6 = 14
m7 = 42
m8 = 81
m9 = 262
m10 = 538
m11 = 1828
m12 = 3926
m13 = 13820
m14 = 30694
m15 = 110954

## Полумеандр
Если дан ориентированный луч R на плоскости R2, полумеандр порядка n — — это непересекающаяся кривая в R2, которая пересекает луч в n точках для некоторого положительного n. Говорят, что два полумендра эквивалентны, если они гомеоморфны на плоскости.

### Примеры
Полумеандр порядка два пересекает луч дважды:

### Полумеандровые числа
Количество различных полумеандровых чисел порядка n называется полумеандровым числом Mn (обычно обозначается надчёркиванием, а не подчёркиванием). Первые пятнадцать полумеандровых чисел (последовательность A000682 в OEIS).
M1 = 1
M2 = 1
M3 = 2
M4 = 4
M5 = 10
M6 = 24
M7 = 66
M8 = 174
M9 = 504
M10 = 1406
M11 = 4210
M12 = 12198
M13 = 37378
M14 = 111278
M15 = 346846

## Свойства меандровых чисел
Существует инъекция из меандровых чисел в открытые меандровые числа:
Mn = m2n−1
Любое меандровое число может быть ограничены полумеандровыми числами:
Mn ≤ Mn ≤ M2n
Для n > 1 меандрические числа чётны:
Mn ≡ 0 (mod 2)